# Arara (Paraíba)
Arara, amtlich Município de Arara, ist eine Stadt im brasilianischen Bundesstaat Paraíba. Sie befindet sich 142 km von der Hauptstadt des Bundesstaates João Pessoa entfernt. 
Im Jahr 2019 lebten in Arara ca. 13.470 Menschen auf 99 km².